# Джонатан Поллард
Джо́натан Джей По́ллард (англ. Jonathan Jay Pollard; нар. 7 серпня 1954, Галвестон, Техас) — американський громадянин, колишній працівник військово-морської розвідки США, визнаний винним у 1987 р. у шпигунстві на користь Ізраїлю і засуджений до довічного ув'язнення. У 1995 році, в тюрмі взяв ізраїльське громадянство, в самому Ізраїлі набув образ героя-мученика. Деякі впливові ізраїльські політики, такі як Біньямін Нетаньягу, неодноразово клопотали про його дострокове звільнення, однак американський уряд впровж багатьох років відмовлявся його звільнити.

## Життєпис

### Освіта і кар'єра у розвідці
Джей Поллард народився 7 серпня 1954 року в родині відомого мікробіолога Моріса Полларда та домогосподарки Моллі Поллард у місті Галвестон, штат Техас. Пізніше сім'я переїхала до Індіани, де його батько влаштувався у місцевому університеті. З самого дитинства Джей Поллард вважав себе патріотом Ізраїлю, переживав за нього і вважав його своєю батьківщиною, хоча відвідував країну в дитинстві лише один раз. По закінченні школи Джей поступив на навчання до престижного Стенфордського університету. В університеті спочатку мав намір вчитися на лікаря, однак пізніше перейшов на факультет суспільних наук і спеціалізувався на політології. Після закінчення університету у 1976 році намагався декілька разів продовжити навчання на юридичному факультеті, поступав до різних університетів, але так і не отримав наукової ступіні. У 1982 році Джей Поллард одружився з Анною Гендерсон, коли вони обоє жили у місті Сакраменто.
Не закінчивши навчання Поллард почав цікавитися кар'єрою у розвідці, спочатку у 1977 році намагався поступити на роботу до ЦРУ, але не пройшов тест на поліграфі, який показав, що кандидат на посаду щось приховував. Пізніше Полларду таки вдалося влаштуватися до розвідки ВМФ США, яка мала не такі суворі вимоги до кандидатів на посаду у спецслужбі. У військово-морській розвідці Поллард пропрацював сім років і займався здебільшого аналізом даних військово-технічної розвідки, зокрема стосовно Радянського Союзу. З часом, Поллард почав розчаровуватися в атмосфері у цьому агентстві, він вважав, що США повинні були ділитися розвідувальною інформацією з Ізраїлем і підозрював, що агентство свідомо приховує інформацію від Ізраїлю, який знаходився у стані війни із своїми сусідами і також всупереч американо-ізраїльському меморандуму від 1983 року про обмін розвідданими.

### Шпигунство
Намір працювати на ізраїльську розвідку з'явився після того, як у 1984 році Поллард познайомився з ізраїльським ветераном-льотчиком Авіем Селлою, який перебував на навчанні в Нью-Йоркському університеті. Хоча Селла не був розвідником, він виступив посередником між Поллардом і розвідслужбою Лакам (Бюро наукових зв'язків) при міністерстві оборони Ізраїлю. Спочатку Поллард запропонував поставляти дані бескоштовно, але пізніше отримував за це гроші та інші коштовності. Як правило, Поллард збирав секретні документи потрібні ізраїльській розвідці протягом тижня і виносив їх, для того щоб їх скопіювали, а потім повертав їх до офісу. З травня 1984 по листопад 1985 року Поллард передав їзраїльській розвідці величезну кількість секретних документів, однак їх точна кількість і обсяг шкоди завданої американському флоту досі не був оприлюднений.

### Арешт і суд
Протягом довгого часу працівники флотської розвідки не запідозрювали шпигунства, однак поведінка Полларда багатьом здавалася дивною. Через те, що він увесь свій час на роботі присвячував збору секретних документів, у його керівників виникли претензії щодо якості беспосередніх обов'язків Полларда у спецслужбі. До того ж, його начальник помітив у нього на столі секретні документи, які не мали прямого відношення до його службових обов'язків, що також здавалося дивним. У вересні Поллард отримав офіційне попередження про низьку якість його роботи і його безпосередній керівник вже почав процедуру його звільнення із агентства, однак з'явилися свідчення інших співпрацівників, що Поллард часто забирає секретні документи додому і повертає їх аж після вихідних. Із новими підозрами, начальник Полларда підключив до розслідування службу контррозвідки ВМФ США.